# Пожарский, Яков Осипович
Яков Осипович Пожарский — российский писатель

, переводчик и педагог XIX века.

## Биография
В 1806 году он, в чине губернского секретаря, состоял учителем уездного и приходского училища при Санкт-Петербургской губернской гимназии. 
В 1819 году, за перевод «Слова о полку Игоревом», был избран действительным членом Санкт-Петербургского Вольного общества любителей российской словесности, в котором до того был членом-сотрудником.
В 1820—1822 гг. Я. О. Пожарский служил советником в и Департаменте Главного Суда в Могилёве, а в 1824—1830 гг., в чинах коллежского асессора и надворного советника, — в I Департаменте Главного Суда в Вильне и был донатом ордена Святого Иоанна Иерусалимского. Состоял также членом Общества любителей словесности, наук и художеств. 
По выходе в отставку, жил в Могилёве, а затем — в Крестецком уезде Новгородской губернии Яков Осипович Пожарский выступил в печати с переводом, с французского языка, поэмы в 3-х песнях «Весна изгнанника», СПб. 1812 г.; в том же году и там же он издал «Притчу: комары, ослы и человек» (СПб. 1812); затем — книжку «Наполеонов бостон» (неуклюжая сатира) (СПб. 1813; перепечатано в «Русской Старине» 1891 г., т. 72, стр. 470—471). 
Издав в 1813 году в Петербурге «Краткую российскую грамматику, изданную для преподавания в полковых и батальоншых школах», Пожарский в следующем году переиздал ее слово в слово, лишь с измененным заглавием: «Краткая российская грамматика» (СПб. 1814 г., изд. 2 — СПб. 1815, изд. 3 — СПб. 1817, изд. 4 — СПб. 1821 г.); одновременно с 3-м изданием этой книги он выпустил «Российскую грамматику с присовокуплением пиитических правил», выдержавшую шесть изданий (СПб. 1817, 1830, 1838, 1842, 1845 и 1848 гг.). 
Кроме того, он в 1824 году выпустил в свет «Еврейскую грамматику в пользу любящих священный язык» (СПб.), посвященную министру юстиции князю Д. И. Лобанову-Ростовскому, а в 1825 году напечатал в Вильне Критику на книгу под названием «Poczatki języka hebrayskiego przez Sebastyana Zukowskiego. Z przydatkiem czytania i tłumaczenia tegoż języka» (на русском и польском языках). 
Главнейшей же работой Я. Пожарского следует считать перевод «Слова о полку Игоревом», изданный им на средства графа H. П. Румянцева, под заглавием «Слово о Полку Игоря Святославича, Удельного князя Новагорода Северского, вновь переложенное, с присовокуплением примечаний», СПб. 1819, 4°. Перевод этот вызвал множество разноречивых отзывов, из которых отрицательные принадлежат Шишкову, Ганке, Добровскому, Сахарову и др. Однако, за перевод свой Пожарский был избран в действительные члены Вольного Общества Любителей российской словесности. 
В «Русском инвалиде» (1819 г., M. 157, 158, 159, 160 и 161) была помещена критика на труд Пожарского, который в «Сыне Отечества» того же года (ч. LV, стр. 266—274 и 323—327 и ч. LVI, стр. 34—42 и 81—86) поместил свой «Ответ на некоторые примечания, напечатанные в «Русском инвалиде» на книгу, изданную под заглавием „Слово о полку Игоря Святославича“, вновь переложенное Яковым Пожарским, с присовокуплением примечаний». Исследователь «Слова» Е. В. Барсов находит в труде Пожарского некоторые достоинства и довольно много удачных мест. 
Из статей Пожарский известны еще: рецензия на «Оду российскому воинству», изданную в 1813 году М. Е. Лобановым, «Пример сходства древнего богемского наречия с древним русским наречием» («Соревнователь просвещения» 1819 г., ч. II, стр. 223—225), из коей видно, что в это время он, по поручению графа Н. П. Румянцова, занимался переводом «Краледворской рукописи»; и письмо Пожарский в Вольное Общество любителей российской словесности, при котором он препроводил в Общество 30 серебряных древних монет, найденных близ Могилева («Соревнователь просвещения» 1820 г., ч. X, № 5, стр. 226—228).